# Hudud
Hudud (em árabe: حدود Ḥudūd, também transliterado como hadud, hudood; singular hadd, حد, literalmente "limite" ou "restrição") é um conceito islâmico de punições que, sob a lei islâmica (Charia), são obrigatórios e fixos por Deus. A Charia divide as ofensas contra Deus e contra o homem. Crimes contra Deus violam a His Hudud, ou "fronteiras". Essas punições são especificadas pelo Alcorão e, em alguns casos, pela Suna. Elas punem adultério, fornicação, sexo ilícito (mas não se apresentarem quatro testemunhas), apostasia (opinião não é unânime sobre este crime), consumo de entorpecentes, indignação (e.g. rebelião contra o legítimo Califa, a outras formas do mal contra o Estado muçulmano), roubo e furto. Crimes hudud são derrubados pela menor das dúvidas (shubuhat). Essas punições raramente eram aplicadas no Islã pré-moderno.
Tais punições variam de chicotadas, apedrejamento até a morte, amputação de mãos e crucificação. Os crimes hudud não podem ser perdoados pela vítima ou pelo Estado e as punições devem ser aplicadas em público. No entanto, normas de evidências para estas punições eram muitas vezes incrivelmente rígidas e eles eram, assim, raramente postas em prática. Além disto, o profeta islâmico Maomé ordenou que juízes muçulmanos "afastassem o Hudud por ambiguidades". A gravidade das punições hudud foi concebida para transmitir a gravidade desses delitos contra Deus e para dissuadir, não para ser realizada. Se um ladrão se recusou a confessar, ou se um adúltero confesso retratasse a sua confissão, as punições hudud seriam dispensadas.